# Tatyana Sadovskaya
Tatyana Sadovskaya (em russo: Татьяна Кирилловна Садовская; Kuibyshev, 3 de abril de 1966) é uma ex-esgrimista soviética de florete. Ela conquistou a medalha de bronze nos Jogos Olímpicos de Verão de 1992, em Barcelona, além de quatro medalhas em mundiais.

## Carreira

### Jogos Olímpicos
Em Jogos Olímpicos, Sadovskaya possuí duas participações nas edições de 1988, em Seul e 1992, em Barcelona.
Na edição de 1988, Sadovskaya debutou no evento individual como integrante do grupo 4. Na ocasião, conseguiu a qualificação com três vitórias sobre Mieko Miyahara (Japão), Mary O'Neill (Estados Unidos) e Zhu Qingyuan (China), e um revés para a italiana Dorina Vaccaroni. Ela estreou na segunda fase com uma nova derrota para Vaccaroni, recuperando-se com quatro vitórias. Nas semifinais, repetiu o desempenho com quatro vitórias e um revés, obtendo a qualificação. Já na fase decisiva, conseguiu triunfar na primeira rodada contra a polaca Jolanta Królikowska, mas terminou sendo derrotada por Anja Fichtel-Mauritz, representante da Alemanha Ocidental. Sadovskaya se recuperou da derrota e venceu a sul-coreana Tak Jeong-Im na repescagem; contudo, terminou sendo eliminada na partida seguinte, com uma derrota diante da alemã Zita Funkenhauser nas quartas de final. Quatro anos depois, estreou com uma derrota para a polaca Barbara Wolnicka-Szewczyk. O resultado fez com que Sadovskaya disputasse quatro partidas de repescagem, nas quais triunfou e, consequentemente, obteve a vaga nas quartas de finais. Após uma vitória sobre Reka Zsofia Lazăr-Szabo, da Romênia, ela terminou sendo derrotada nas semifinais pela italiana Giovanna Trillini. A medalha de bronze foi conquistada com uma vitória sobre a francesa Laurence Modaine-Cessac.
Nos eventos por equipes, Sadovskaya representou a União Soviética em 1988. A equipe estreou na primeira fase com dois triunfos sobre Polônia e França; em ambas partidas, ela obteve uma vitória e duas derrotas em seus embates. Na fase seguinte, a equipe soviética eliminou a China, mas terminou sendo derrotada pela Alemanha Ocidental. Com o desempenho, as soviéticas disputaram o bronze contra as húngaras, saindo derrotadas. Quatro anos depois, representou a Equipe Unificada. Com triunfos sobre Grã-Bretanha, Hungria e Polônia, a equipe alcançou as semifinais; contudo, novamente foi derrotada pela Alemanha e, posteriormente, perdeu o bronze para a Romênia.

### Campeonatos Mundiais
Em Campeonatos Mundiais, Sadovskaya possuí quatro medalhas, sendo três de prata por equipes (1989, 1990 e 1991) e uma de bronze no individual (1991).